# Marco Scacchi
Marco Scacchi   (Gallese, c. 1602 - Gallese, 11 de setembre de 1662) fou un compositor italià del Barroc.
Fiu deixeble de Felice Anerio, i de 1623 a 1648 desenvolupà el càrrec de mestre de capella on tingué com ajudant de capella al polonès Bartłomiej Pękiel, i entre els alumnes alumnes en Kaspar Förster, Marcin Mielczewski i Adam Drese, i de compositor del rei de Polònia. Després es retirà a Gallese, prop de Roma on residí molts anys.
Les seves obres més importants són:
- tres llibres de Madrigals, a 5 veus (1634-37);
- un llibre de Misses, a 4 i 6 veus (1638);
- una Oda fúnebre, a la memoria de Johann Stobaeus;
- una Missa, a 12 veus, que es troba manuscrita en la Biblioteca de Berlín;
- l'òpera L'amore di Cupido e di Psiche, que fou representada a Danzing i a Varsòvia
- Oratori de Santa Cecília.

Scacchi tingué una baralla amb Paulus Siefert, que era organista a Danzing, i atacà les seves composicions en l'obra Cribrum musicum ad triticum Syfertinum (1643), Siefert va respondre però acabà la polèmica amb un nou atac.